# Paper Walls
Paper Walls es el sexto disco de Yellowcard y es el primer disco en el cual Ryan Key (actual vocalista y guitarrista de Yellowcard) participa en la producción de un disco de Yellowcard. En este disco la banda recuperó los antiguos sonidos Pop Punk de sus discos anteriores como el Ocean Avenue y el One for the Kids. Se dice que este disco es la combinación de lo que había hecho Yellowcard en sus trabajos anteriores desde que Ryan Key está en la banda . Su primer sencillo, lanzado el 4 de junio de 2007, es Light Up The Sky, canción que alcanzó el puesto #72 de los 100+ pedidos de MTV Latinoamérica. Se destacan canciones como Fighting, Afraid, Dear Bobbie y Five Becomes Four, esta última, dedicada al Exguitarrista Benjamin Harper, quien abandonó la banda en el 2005.

## Canciones
Todas las canciones escritas y compuestas por Yellowcard, excepto "Dear Bobbie" por Yellowcard & William Alexander Speir.

| N.º | Título                         | Duración |  |
| 1.  | «The Takedown»                 | 3:37     |  |
| 2.  | «Fighting»                     | 3:00     |  |
| 3.  | «Shrink the World»             | 3:20     |  |
| 4.  | «Keeper»                       | 3:55     |  |
| 5.  | «Light Up the Sky»             | 3:37     |  |
| 6.  | «Shadows and Regrets»          | 3:59     |  |
| 7.  | «Five Becomes Four»            | 3:30     |  |
| 8.  | «Afraid»                       | 3:13     |  |
| 9.  | «Date Line (I Am Gone)»        | 3:22     |  |
| 10. | «Dear Bobbie»                  | 4:14     |  |
| 11. | «You and Me and One Spotlight» | 3:57     |  |
| 12. | «Cut Me, Mick»                 | 3:34     |  |
| 13. | «Paper Walls»                  | 4:28     |  |

Duración total: 47:45

### Bonus tracks
| N.º | Título                                       | Duración |  |
| 14. | «Bombers (exclusivo de iTunes) – 3:28»       |          |  |
| 15. | «Gifts and Curses (Acústico en vivo) – 5:02» |          |  |
| 16. | «How I Go (Acústico en vivo) – 4:39»         |          |  |

- Todos los bonus tracks están disponibles iTunes. "Gift and Curses (Acústico en Vivo)" y "How I Go (Acústico en Vivo)" están disponibles sólo en la versión Deluxe del DVD del álbum.

## Personal
| - Ryan Key – letras, voz, guitarra rítmica - Sean Mackin – Violín, coros, arreglos de instrumentos de cuerda y coros - Ryan Mendez – guitarra líder - Peter Mosely – bajo, coros, piano, teclados - Longineu W. Parsons III – batería, percusión - Rodney Wirtz – viola - Christine Choi – chelo - William Alexander Speir – palabras habladas en "Dear Bobbie" - Bill McMillin – dirección de arte, fotografía | - Neal Avron – productor, grabación - Erich Talaba – ingeniería adicional - Mike Fasano - técnico de batería - Rob Dawson - técnico de guitarra - Bret Rausch & Bryce Iverson – asistentes de ingeniería - Tom Lord-Alge – mezclador - Femio Hernández – asistente de mezcla - Ted Jensen – masterizado Leanna Brand (contratista), Emme Lehmann, Vili Lehmann, Amy Fogerson, Nicholas Harper, Casey Rae Hands, Zoë Merrill, Daniel O'Brien, Antonella Quintana, Ann Marie Rizzo, Bobbi Page, Edie Lehmann, Helene Quintana |

- Datos: Q765109